# Antonio Ranieri

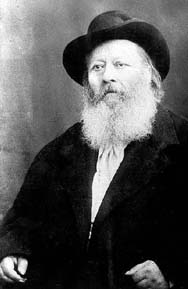

Antonio Ranieri (* 8. September 1806 in Neapel; † 4. Januar 1888 in Portici) war ein italienischer Schriftsteller, Historiker und Politiker. Bekannt ist er vor allem für seine Freundschaft mit dem Dichter Giacomo Leopardi, dessen Nachlass er verwaltete.

## Leben
Antonio Ranieri war antibourbonisch eingestellt und wurde wegen seiner liberalen politischen Ansichten verfolgt, weswegen er sich lange im Ausland, in der Toskana, in Frankreich und Großbritannien, aufhielt. Im Juni 1828 lernte er Giacomo Leopardi kennen, mit dem er Freundschaft schloss und von 1830 an, mit einjähriger Unterbrechung, bis zu Leopardis frühem Tod zusammenlebte. Zunächst mieteten die beiden eine Wohnung in Florenz, später in Rom, ab 1833 schließlich hielten sie sich in Ranieris Heimat Neapel auf. Nach Leopardis Tod bewahrte er seinen Leichnam davor, in einem kommunalen Armengrab verscharrt zu werden, und hielt er dessen Andenken aufrecht, indem er seine Werke verlegen ließ und eine kurze Biographie schrieb. Später verfasste Ranieri aufrührerische Romane wie Ginevra o l'Orfanella della Nunziata, was ihm einige Zeit im Gefängnis einbrachte, und eine Geschichte Italiens im frühen Mittelalter, worin er der weltlichen Macht der Päpste die Schuld an Italiens Unglück anlastete. Im Ergebnis der Revolution von 1848 wurde er in das napoletanische Parlament gewählt. 1861 wurde er zum Parlament des Königreichs Italien delegiert und hier bis 1881 mehrere Male wiedergewählt. 1882 wurde er zum Senator ernannt. Zudem war er Professor für Geschichtsphilosophie an der Universität Neapel.

## Werke (Auswahl)
- Storia del Regno di Napoli, 1835.
- Ginevra o l'orfana della Nunziata, 1839.
- Della storia d'Italia dal quinto al nono secolo, ovvero da Teodosio a Carlomagno, 1841.
- Frate Rocco ovvero Piccoli frammenti morali scritti in beneficio degli asili infantili, 1842.
- Notizia intorno agli scritti, alla vita ed ai costumi di Giacomo Leopardi, 1845.
- Sette anni di sodalizio con Giacomo Leopardi, 1880.